# Semitisme
Semitisme er blevet brugt i lidt forskellig betydning i tidens løb. Ordet er ligesom semit afledt af semitiske sprog og blev fra begyndelsen af 1800-tallet anvendt i sproghistoriske sammenhænge. Fra slutningen af 1800-tallet blev det efterhånden et udbredt synonym for jødedom og også anvendt mere specielt i betydningen jødisk (evt. sprogligt) særkendetegn. I nogle sammenhænge er det blevet brugt i betydningen "sympati for jøder", altså som modsætning til antisemitisme og synonymt med filosemitisme.
I nutiden bruges ord som "semit" og beslægtede ord sjældent udenfor sproghistoriske sammenhænge. Udtrykket "Semitisme" optræder således ikke i Den Danske Ordbog eller i Retskrivningsordbogen.

## Etymologi
Betegnelsen er afledt af den bibelske figur Sem, der var Noas ældste søn. Ifølge Første Mosebog blev han stamfar til en række folkeslag, der taler de sprog, der betegnes som semitiske sprog, ligesom efterkommerne af hans yngre brødre Kam (eller Ham) og Jafet talte henholdsvis hamitiske (dvs. Afroasiatiske sprog) og jafetiske (dvs. indoeuropæiske) sprog.

## Sprogbrugens historie
Ordene semit og semitisme blev fra omkring 1800-tallet anvendt om de folk, der talte semitiske sprog (dvs. talte "semitisk"). Senere blev ordet semit også brugt med etnisk eller racemæssig betydning. Specifikt er den blevet brugt om jøder, givetvis fordi de ”semitter”, man havde mest direkte kontakt til i den vesteuropæiske kontekst, hvor betegnelsen opstod, netop var jøder – uagtet at mange jøder i historiens løb slet ikke har været semitter i sproglig forstand, idet de har talt ikke-semitiske sprog, ofte i særlige jødiske varianter som jiddisch eller ladino.
Ophavsmanden til den ændrede sprogbrug var den tyske agitator og journalist Wilhelm Marr. Han brugte i propagandaskriftet Der Sieg des Judentums über das Germanertum", der udkom i 1879, ordene semit og semitisme i en anden betydning end den hidtil gængse, nemlig til at betegne jøde og jødedom. Marr skrev nedladende om jøderne ud fra datidens racistiske teorier og blev ophavsmand til ordet antisemitisme. Hans skrifter vakte opmærksomhed, og efterhånden blev det almindeligt at sætte "semit" lig med jøde, og semitisme kom til at betyde jødedom.
Betegnelsen semit bruges i dag primært indenfor den historiske sprogvidenskab om de folkeslag, der i oldtiden talte semitiske sprog, bl.a. assyrere, babyloniere, aramæere, hebræere, fønikere og arabere. Desuden anvendes betegnelsen om ursemitterne, dvs. de mennesker, der i forhistorien må have talt det grundsprog (kaldet ursemitisk), som alle de senere semitiske sprog har udviklet sig fra. Nutidens semitisktalende mennesker omtales derimod normalt ikke som semitter.

## Betydning i historiske opslagsværker
I Salmonsens Konversationsleksikons anden udgave (det pågældende bind blev trykt i 1926) blev det angivet, at semitisme betød "Ejendommelighed for de semitiske Folk ell. for disses Sprog." Desuden blev der tilføjet, at betegnelsen i "moderne journalistisk Sprogbrug" sommetider også blev anvendt som modsætning til antisemitisme, dvs. i betydningen "Jødevenlighed, Forkærlighed for Jøder".
I Ordbog over det danske Sprog, hvis 18. bind, der indeholdt opslagsordet "semitisme", udkom i 1939, angives betydningen: "om enkelt træk ell. indbegrebet af de træk, der er ejendommelige for semitterne ell. deres sprog; ogs. (jf. Antisemitisme): sympati for jøderne." Salmonsens Konversationsleksikon angives eksplicit som kilde på linje med Meyers Fremmedordbog.
Gyldendals Fremmedordbog fra 1999 anvender den samme grundlæggende betydning af ordet: "jødisk åndspræg el. sprogejendommelighed".
Semitisme optræder (pr. februar 2024) ikke i Den Danske Ordbog eller i Dansk Sprognævns Retskrivningsordbogen.